# Confédération générale des planteurs et éleveurs de La Réunion
La Confédération générale des planteurs et éleveurs de La Réunion, ou CGPER, est le principal syndicat agricole de l'île de La Réunion. Il détient la majorité absolue au sein de la chambre d'agriculture de La Réunion, l'organisme consulaire chargé de l'agriculture réunionnaise. Son siège est situé à Sainte-Marie.